# Dryandrasläktet
Dryandrasläktet (Dryandra) är ett släkte i familjen proteaväxter. Släktet omfattar ungefär 90 arter städsegröna buskar och små träd som vildväxande endast finns i sydvästra delen av västra Australien. Bland övriga proteaväxtsläkten är Dryandra närmast släkt med banksiorna.
Bladen är ofta taggiga. Blommorna är små och sitter i stora, runda blomställningar omgivna av högblad. Blomfärgen är gräddvit, gul, orange eller brungul.
Dryandra-arterna tål inte frost. De växer helst på soliga platser och i väldränerad, sandig jord.
Dryandrasläktet är uppkallat efter den svenske botanikern Jonas Dryander.